# Cuando en el cielo pasen lista
 Cuando en el cielo pasen lista  es una película en blanco y negro de Argentina dirigida por Carlos Borcosque según el guion de Tulio Demicheli que se estrenó el 29 de noviembre de 1945 y que tuvo como protagonistas a Narciso Ibáñez Menta, Ilde Pirovano y Aída Alberti. Manuel Mujica Lainez realizó el asesoramiento literario. Por su actuación en la película Narciso Ibáñez Menta fue galardonado con el Premio Cóndor de Plata al mejor actor en 1946.

## Sinopsis
Película basada en la obra del educador argentino William C. Morris.

## Reparto
- Narciso Ibáñez Menta
- Ilde Pirovano
- Aída Alberti
- Luis Zaballa
- Juan Carlos Barbieri
- Ricardo Passano
- José Olarra
- Raimundo Pastore
- Homero Cárpena
- Froilán Varela
- Percival Murray
- Zulma de Diego
- Antonio Sember
- Juan Carlos Altavista
- Saúl Jarlip
- Carlos Alberto Campos
- Carlos Belluci
- Julio Cobo
- Margarita Burke
- Ricardo Talesnik
- Enrique Chaico
- Carmen Giménez

## Comentario
Manrupe y Portela escribieron sobre esta película:

”Algo almidonado y declamatorio, con un título que alude a algo así como que incluso aquellos que se sientan malos, cuando en el cielo pasen lista dirán presente. El final es emotivo. Descubra entre unos chicos en una escena de coro a Leonardo Favio.”